# Anomala flohri
Anomala flohri är en skalbaggsart som beskrevs av Ohaus 1897. Anomala flohri ingår i släktet Anomala och familjen Rutelidae. Inga underarter finns listade i Catalogue of Life.